# Diospyros kirkii
Diospyros kirkii är en tvåhjärtbladig växtart som beskrevs av William Philip Hiern. Diospyros kirkii ingår i släktet Diospyros och familjen Ebenaceae. Inga underarter finns listade i Catalogue of Life.